# Regierung Anselme (Französische Gemeinschaft)
Die Regierung Anselme war die fünfte Regierung der Französischen Gemeinschaft Belgiens. Sie amtierte vom 7. Januar 1992 bis zum 6. Mai 1993.
Der Rat der Französischen Gemeinschaft wurde nicht direkt gewählt, er setzte sich aus den 132 französischsprachigen Mitgliedern der Belgischen Abgeordnetenkammer (88 Abgeordnete) und des Belgischen Senats (44 Senatoren) zusammen.
Nach der Parlamentswahl am 24. November 1991 setzen die Sozialistische Partei (PS) und die konservative Parti Social Chrétien (PSC) ihre seit 1987 bestehende Zusammenarbeit fort. Neuer Ministerpräsident wurde Bernard Anselme (PS), bisher Ministerpräsident der Wallonischen Region.
Am 4. Mai 1993 wurde Anselme Sozialminister in der föderalen Regierung Dehaene I. Neue Ministerpräsidentin wurde Laurette Onkelinx (PS), bisher Ministerin in der Regierung Dehaene I.

## Zusammensetzung
| Amt                                                                                     | Name            | Partei | Beginn der Amtszeit | Ende der Amtszeit |
| --------------------------------------------------------------------------------------- | --------------- | ------ | ------------------- | ----------------- |
| Ministerpräsident, verantwortlich für Kultur und Kommunikation                          | Bernard Anselme | PS     | 7. Januar 1992      | 4. Mai 1993       |
| Minister für höhere Bildung, wissenschaftliche Forschung und internationale Beziehungen | Michel Lebrun   | PSC    | 7. Januar 1992      | 6. Mai 1993       |
| Minister für Bildung                                                                    | Elio di Rupo    | PS     | 7. Januar 1992      | 6. Mai 1993       |
| Ministerin für Soziales und Gesundheit                                                  | Magda De Galan  | PS     | 7. Januar 1992      | 4. Mai 1993       |

## Umbesetzungen
Am 4. Mai 1993 traten Ministerpräsident Bernard Anselme und die Ministerin für Soziales und Gesundheit, Magda De Galan, zurück um Minister in der föderalen Regierung Dehaene I zu werden.